# Antazolin
Antazolin ist ein Antihistaminikum, Immunsuppressivum und Antiarrhythmikum, welches oral, intravenös, intramuskulär oder über die Augen verabreicht werden kann.

## Pharmakologie

### Herzrhythmusstörungen
Die antiarrhythmische Wirkung von Antazolin resultiert vermutlich aus der Beeinflussung der Membran-Durchlässigkeit der Zellen für Kalium und Natrium. Darüber hinaus besitzt Antazolin eine leicht adrenergisch blockierende Wirkung. Außerdem erhöht Antazolin den peripheren Gefäßwiderstand und verringert sowohl das Schlagvolumen als auch die Herzleistung.
Die neuesten Forschungsergebnisse zeigen, dass Antazolin die höchste Erfolgsrate bei der pharmakologischen Kardioversion aller in der heutigen Behandlung von Herzrhythmusstörungen eingesetzten Arzneistoffe aufweist (bis zu 85,3 %).

### Augenheilkunde
In einer klinischen Studie wurde die antiallergische Wirksamkeit, Verträglichkeit und Sicherheit von Antazolin/Tetryzolinhaltigen Augentropfen mit Levocabastinhaltigen Augentropfen bei insgesamt 69 Patienten verglichen, welche über zwei Wochen behandelt wurden. Beide Präparate reduzierten die Beschwerden der Patienten effektiv. Zu beobachten war ein schnellerer Wirkungseintritt von Antazolin/Tetryzolin bereits 30 Minuten nach der ersten Anwendung.

## Synthese
Antazolin wird aus der Reaktion von 2-Chlormethylimidazolin und N-Benzylanilin erhalten:

## Handelsnamen
- Spersallerg, Allergopos, Antistin-Privin (D)
- Otrivine (GB)[5]